# Машівка
Машівка — селище в Україні, центр Машівської селищної громади Полтавського району Полтавської області. До 19 липня 2020 року — центр Машівського району. Населення — 3829 мешканців (2013 р.).

## Географічне розташування
Селище міського типу Машівка знаходиться на лівому березі річки Тагамлик, за 30 км від обласного центру — міста Полтави. Вище за течією на відстані 2,5 км розташоване село Сахнівщина, нижче за течією на відстані 1 км розташоване село Селещина. На річці кілька загат. Через селище проходять автошлях територіального значення Т 1712 та залізниця, пасажирський залізничний зупинний пункт Тагамлик.

## Історія
За даними на 1859 рік у власницькому селі Костянтиноградського повіту Полтавської губернії, мешкало 387 осіб (195 чоловічої статі та 192 — жіночої), налічувалось 68 дворових господарств, існував завод, відбувалось 2 ярмарки на рік.
1863 року село стало центром Машівської волості.
1897 році у Машівці побудували дерев'яну Миколаївську церкву, діяла земська та церковно-парафіяльна школи. Тричі на рік у Машівці відбувалися ярмарки. При лікарській дільниці у селі Жуківка розміщалася амбулаторія на 8 ліжок, працювали лікар і фельдшер, які також надавали медичні послуги жителям Машівки.
1902 року у Машівці відбувся селянський виступ. У Машівці було розгромлено економію Базилевського, забрано 15348 пудів хліба, 4000 пудів картоплі, 6 стогів сіна. Для придушення бунтівних селян з Полтави до Машівки було надіслано батальйон Пензенського полку, який відновив порядок. Два тижні лютувала царська каральна експедиція..
У 1910 році в селі діяв паровий млин.
У січні 1918 року розпочалась радянська окупація.
23 грудня 1919 року частини 14-ї армії під командуванням І. П. Уборевича визволили Костянтиноградський повіт від денікінців.
1920 рік. У селі Жуківка було відкрито початкову школу, яка в 1927 році стала семирічною, а з 1935 року середньою.
Влітку 1920 року в Машівці створюється комітет незаможних селян. У 1920 році в Жуківці утворюється комсомольський осередок. У Машівці комсомольський осередок утворився на початку 1924 року. Кожен член ЛКСМУ став членом комнезаму.
За адміністративною реформою 1923 року Машівка — центр новоутвореного району у складі Полтавської округи.
У  1929 році в селі Жуківка створено товариство по спільному обробітку землі (ТСОЗ), яке у квітні цього ж року реорганізовано в колгосп “Імені Яковлєва”. Лікарню Машівки дещо розширили, додали хірургічне на терапевтичне відділення. Також з’явився пологовий будинок на 25 місць. В селі працювало 6 лікарів.  До 1930 року до колгоспу змушені були вступити всі селяни за винятком 8 господарств. У Машівці перший колгосп називався “Вільний шлях”, створений 1929 року, об'єднував 22 господарства.
Під час проведеного радянською владою Голодомору 1932—1933 років померло щонайменше 28 жителів селища. Тільки від голоду у Машівці померло 109 осіб, з них близько 50 дітей померли в патронаті с. Жуківки. У 2009 році на цвинтарі смт. Машівка встановлено пам'ятний знак жертвам Голодомору 1932-1933 років.
В 1931 році річний план хлібозаготівель по Машівській сільраді було виконано на 100 проц. Державі здано 14 929 цнт хліба. План здачі пшениці перевиконано на 283 центнери.
З 1932 року діяла Машівська МТС.
1933 року завершено електрифікацію колгоспу “Імені Яковлєва”.
У 1935 році колгосп “Вільний шлях” перейменовано у “Країна Рад”.
У 1935 році Машівська територіальна партійна організація налічувала у своїх лавах 15 комуністів.
З утворенням 22 вересня 1937 року Полтавської області — районний центр у складі новоутвореної області. В 1937 р., церкву Казанської Божої Матері було розібрано. З цегли цієї церкви було «окультурено» центр Машівки, нею обкладено будівлю нинішньої Миколаївської церкви в Машівці і побудовано нинішню школу естетичного виховання. Цвинтар біля церкви було сплюндровано і засаджено парком.
20 вересня 1941 року Машівка окупована нацистськими військами. На примусові роботи до Німеччини вивезено 1315 чоловік. 426 машівчан воювали у складі Червоної армії та внесли свій вклад у загальну перемогу над ворогом. 123 жителі села не повернулися з війни, 29 чоловік залишилися інвалідами, 217 чоловік нагороджено орденами і медалями.
21 вересня 1943 року радянські війська силами 69-ї армії під командуванням генерал- майора В.Д. Крюченкіна (Крючонкіна) визволила Машівку від німецьких військ. За іншими данними це сталося 22 вересня. Серед військових підрозділів, що визволяли машівщину були: 223-я стрілецька дивізія під командуванням полковника М.А.Суханова, 229-а стрілецька дивізія під командуванням генерал-майора Н.Г. Травникова, 107-а стрілецька дивізія під командуванням генерал-майора П.М. Бєжка, танкісти 1-го механізованого корпусу М.Л. Саламатіна, та 19-ї механізованої бригади генерал-майора В.В. Єршова. Під час боїв згоріла залізнична станція, частина житлових будинків, приміщення районної аптеки.
У 1943 році у Машівці діяв військовий госпіталь № 4347.
Після відступу німців було знищено 938 будинків селян та 48 громадських будівель, залишивши цілою лише залізничну станцію та кілька громадських будинків. Відповідальність було записано за німцями.
На третій рік після закінчення війни за значні трудові досягнення ряд жителів були нагороджені Орденом Леніна, деякі інші орденом Трудового Червоного Прапора.
У 1953 році у господарстві почали впроваджувати механізацію роботи в тваринництві.
За першість у соціалістичному змаганні по будівництву в 1955 і 1956 рр. колгосп Машівки завойовував перехідний Червоний прапор Полтавського обкому КП України та облвиконкому.
1956 року колгосп “Країна Рад” за високі господарські показники взяв участь у ВСГВ у Москві та нагороджений дипломом 2 ступеня, Малою Золотою медаллю та вантажною автомашиною.
У післявоєнні роки іде активна відбудова зруйнованого господарства. Збудовано 21 об'єкт господарського призначення, в тому числі цегельний завод, зерносховище, 3 цегельних свинарники на 600 голів, 6 корівників і телятників на 800 голів, 2 птахоферми та інше. 1957 року збудовано нові житлові будинки для 21 сім'ї колгоспників, які переселилися з Градизького району, де територія була затоплена Кременчуцьким водосховищем.
1962 до Машівки приєднано село Жуківка. 30 грудня 1962 року Машівський район було розформовано.
8 грудня 1966 року район відновлено.
На 1965 рік місцевий колгосп “Країна Рад” описувався, як "велике механізоване господарство, артіль", якому належить близько 3000 га землі, а також 2 зерносховища, 16 сараїв, 4 майстерні і кузні, цегельний завод, 2 млини, 2 птахоферми, 8 тваринницьких ферм (на них устатковані підвісні дороги, автонапувалки та інші механізми). В артілі працює 16 тракторів, 11 комбайнів, 14 автомашин.
1971 надано статус селища міського типу.
У 2014 році відбулися про-українські мітинги в підтримку майдану.
19 липня 2020 року, в результаті адміністративно-територіальної реформи та ліквідації Машівського району, селище міського типу увійшло до складу Полтавського району.

## Населення

### Чисельність
| 1959    | 1970    | 1979    | 1989    | 2001    |
| ------- | ------- | ------- | ------- | ------- |
| 2 144   | ▲ 2 609 | ▲ 3 884 | ▲ 4 307 | ▼ 4 098 |
| 2003    | 2004    | 2005    | 2006    | 2007    |
| ▼ 4 074 | ▲ 4 086 | ▼ 4 031 | ▼ 4 001 | ▼ 3 975 |
| 2008    | 2009    | 2010    | 2011    | 2012    |
| ▼ 3 904 | ▼ 3 868 | ▼ 3 855 | ▬ 3 845 | ▬ 3 839 |
| 2013    | 2014    | 2015    | 2016    | 2017    |
| ▬ 3 829 | ▬ 3 819 | ▼ 3 806 | ▬ 3 807 | ▼ 3 786 |
| 2018    | 2019    | 2020    | 2021    | 2022    |
| ▼ 3 750 | ▼ 3 721 | ▬ 3 715 | ▼ 3 656 | ▼ 3 548 |

### Мова
Розподіл населення за рідною мовою за даними перепису 2001 року:
| Мова            | Кількість | Відсоток |
| --------------- | --------- | -------- |
| українська      | 3886      | 94.97%   |
| російська       | 168       | 4.11%    |
| циганська       | 23        | 0.56%    |
| білоруська      | 6         | 0.15%    |
| вірменська      | 1         | 0.02%    |
| румунська       | 1         | 0.02%    |
| польська        | 1         | 0.02%    |
| інші/не вказали | 6         | 0.15%    |
| Усього          | 4092      | 100%     |

## Економіка
- Машівська районна друкарня випускає бланкову продукцію для всіх форм власності.
- Філія ДП «Укргазвидобування» управління з переробки газу та газового конденсату.
- Газокомпресорна станція № 14 (територією району проходить газопровід «Союз»).
- Новогригорівський нафтопромисел.
- ЗАТ «Машівський молокозавод».
- ТОВ АФ «Покровська».

## Об'єкти соціальної сфери
- Дитяча школа естетичного виховання.
- Будинок культури.[21]
- Лікарня.
- Інклюзивно-ресурсний центр.
- Центр соціальних служб.
- Центр первинної медико-санітарної допомоги
- Трудовий архів
- Дитячо-юнацька спортивна школа
- Центральна публічна бібліотека
- Народний краєзнавчий музей
- Дмитрівський народний історичний музей

## Уродженці
- Марченко Володимир Олександрович (політик) (1971) — голова Полтавської обласної ради (з 20 квітня до 18 листопада 2010). Член партії ВО «Батьківщина» та заступник голови Полтавської обласної організації.
- Оніпко Максим Данилович (1915—2005) — 1-й секретар Полтавського міського комітету КПУ, голова виконавчого комітету Полтавської обласної промислової ради депутатів трудящих (1963—1964 рр.). Депутат Верховної Ради УРСР 6-го скликання.
- Печериця Юрій Анатолійович (1978—2015) — старший сержант Збройних сил України, учасник російсько-української війни.